# Uroš Rojko
Uroš Rojko, slovenski skladatelj in klarinetist, * 9. september 1954.

## Življenjepis
Uroš  Rojko je na Akademiji za glasbo v Ljubljani študiral klarinet in diplomiral pri Alojzu Zupanu, nato pa kompozicijo (v razredu Uroša Kreka). Študij kompozicije je nadaljeval v letih 1983-86 na Državni Visoki šoli za glasbo v Freiburgu pri prof. Klausu Huberju in v letih od 1986 do 1989 na Visoki šoli za glasbo in upodabljajočo umetnost v Hamburgu pri Györgyju Ligetiju.
Prejel je številna madnarodna priznanja in nagrade, med njimi nagrado Alpe - Adria v avstrijskem Linzu (1983), Förderungspreis mesta Stuttgart (1984), 1. nagrado na Mednarodnem natečaju za kompozicijo Alban Berg na Dunaju (1985), 1. nagrado na Premio Europa 1985 v Rimu, nagrado Gaudeamuspreis 1986 v Amsterdamu, nagrado  Musikprotokoll 1987 v Grazu, nagrado Prešernovega sklada (1988), 1. nagrado na Wiener Internationaler Kompositionspreis 1991, 1. nagrado natečaja Chorwettbewerb des Deutschen Musikrates, Bonn 2001. V letih 1985-87 je prejemal štipendijo radia DAAD, leta 1990, 2001 in 2004 štipendijo eksperimentalnega studia Fundacije Heinricha Strobla, 1993/94 štipendijo Künstlerhof Schreyahn (composer in residence).
Rojko je med letoma 1983 in 2002 živel in deloval v Freiburgu, od leta 1995 do 2002 v Freiburgu in Ljubljani, od jeseni 2002 živi v Ljubljani in Karlsruheju. Je profesor kompozicije na Akademiji za glasbo v Ljubljani (od leta 2005 redni profesor). Leta 2015 je bil izvoljen za izrednega, 2021 za rednega člana SAZU v razredu za umetnosti (tudi član predsedstva SAZU od 2020), 1988 je prejel nagrado Prešernovega sklada in leta 2018 Kozinovo nagrado.

## Opus
Glej glavni članek: Seznam glasbenih del Uroša Rojka.
Njegov skladateljski opus med drugimi sestavljajo naročena dela: Dih ranjenega časa za orkester (Donaueschinger Musiktage 1988), Izpovedi svetlobe za orgle, (Musikprotokoll Graz 1990), Sinfonia concertante za flavto, oboo, klavir in orkester (Simfonični orkester RTV Slovenija 1993), Calm down za-blokflavtista in tolkalca (Akiyoshidai festival in seminar 1996, Japonska); Mo/tention za orkester in skupine v prostoru (berlinski Musikbiennale 1997), In wellen verwoben / Vtkan v valove za tolkalni sekstet (ansambel Les Percussions de Strasbourg, Radio France - Pariz); Evokacija za orkester (Slovenska Filharmonija 1999), Septetto fluido za pihalni kvintet, klavir in kontrabas (Bayerische Staatsoper – Kammermusikreihe 2003), Koncertant(n)i K(O-J)U-JE-JO – koncert za dva klarineta in orkester (Slovenska Filharmonija 2004), In jedem sprung, za sopran, tolkala in »live« elektroniko (Theater Freiburg 2005), Izvir za komorni orkester in obligatni »polklarinet« (Varšavska jesen 2007), Izvir II za posnetek, veliki orkester in obligatni »polklarinet« (Simfonični orkester RTV Slovenija, EBU koncert 2008).
Rojkove skladbe so bile izvedene na številnih festivalih, med njimi:  Ferienkursen für Neue Musik Darmstadt 1984, 1986, 1988, 1999 in 2004, Musica nel nostro tempo 1986 v Milanu (Godalni kvartet št. 1, Arditti-Quartett); Tage für Neue Musik Stuttgart 1987; Zagrebški Bienale 1987 (Glasba za dvanajst), 2001 (Tongenesis), Musique de chambre - IRCAM - Pariz (Ensemble Intercontemporain) 1987, 1989; Wien Modern 1991 (Inner Voices, dunajski Simfoniki, Claudio Abbado); Moskau Modern 1992 (Dih ranjenega časa); Musik im 20./21. Jahrhundert, Saarbrücken 1994, 1995, 2007; Palimpsest/Hörgänge 2001 (Wiener  Konzerthaus); Ars nova Rottenburg 2002 (Rondo-vous), »Festival Pablo Casals«, Prades 2004 (Septetto Fluido), Festival ECLAT – Musik der Jahrhunderte, Stuttgart 2004 (Concerto Fluido), Music Today 21, Tokyo 2007 (Concerto Fluido), Hamburger Klangwerktage 2007 (Cum Grano Salis II, III, VII), itd.
Izvedbe na ISCM  World Music Days Hongkong 1988 (Tongen), Oslo 1990 (Dih ranjenega casa), Stockholm 1994 (Et puis plus rien le reve), Bukarešta 1999 (Secret Message), Ljubljana 2003 (Rondo-vous), Basel 2004 (Septetto fluido), Stuttgart 2006 (Koncertant(n)i K(o-j)u-je-jo), Vilnius 2008 (Izvir).